# Chrysometa raripila
Chrysometa raripila este o specie de păianjeni din genul Chrysometa, familia Tetragnathidae. A fost descrisă pentru prima dată de Keyserling, 1893. Conform Catalogue of Life specia Chrysometa raripila nu are subspecii cunoscute.